# Margaret Sarah Carpenter
Margaret Sarah Carpenter (Salisbury, 1. veljače 1793. – London, 13. studenoga 1872.) bila je engleska slikarica.

## Životopis
Rođena Margaret Sarah Geddes, umjetnost je počela učiti u Salisburyju iz kolekcije u dvorcu Longford. Kao mlada žena preselila se u London, gdje je upoznala mladića po imenu William Hookham Carpenter za kojeg se udala 1817. godine. Postala je etablirana slikarica portreta, a među uglednim ličnostima koje je slikala bili su Ada Lovelace i John Edward Gray. Izlagala je na Royal Academy of Arts gotovo pedeset godina, a jedna od njezinih slika bila je dio velike umjetničke izložbe održane u Manchesteru 1857. godine. Kad je njezin suprug preminuo 1866., kraljica Viktorija dodijelila joj je godišnju mirovinu od 100 funti.